# Kurdernas historia

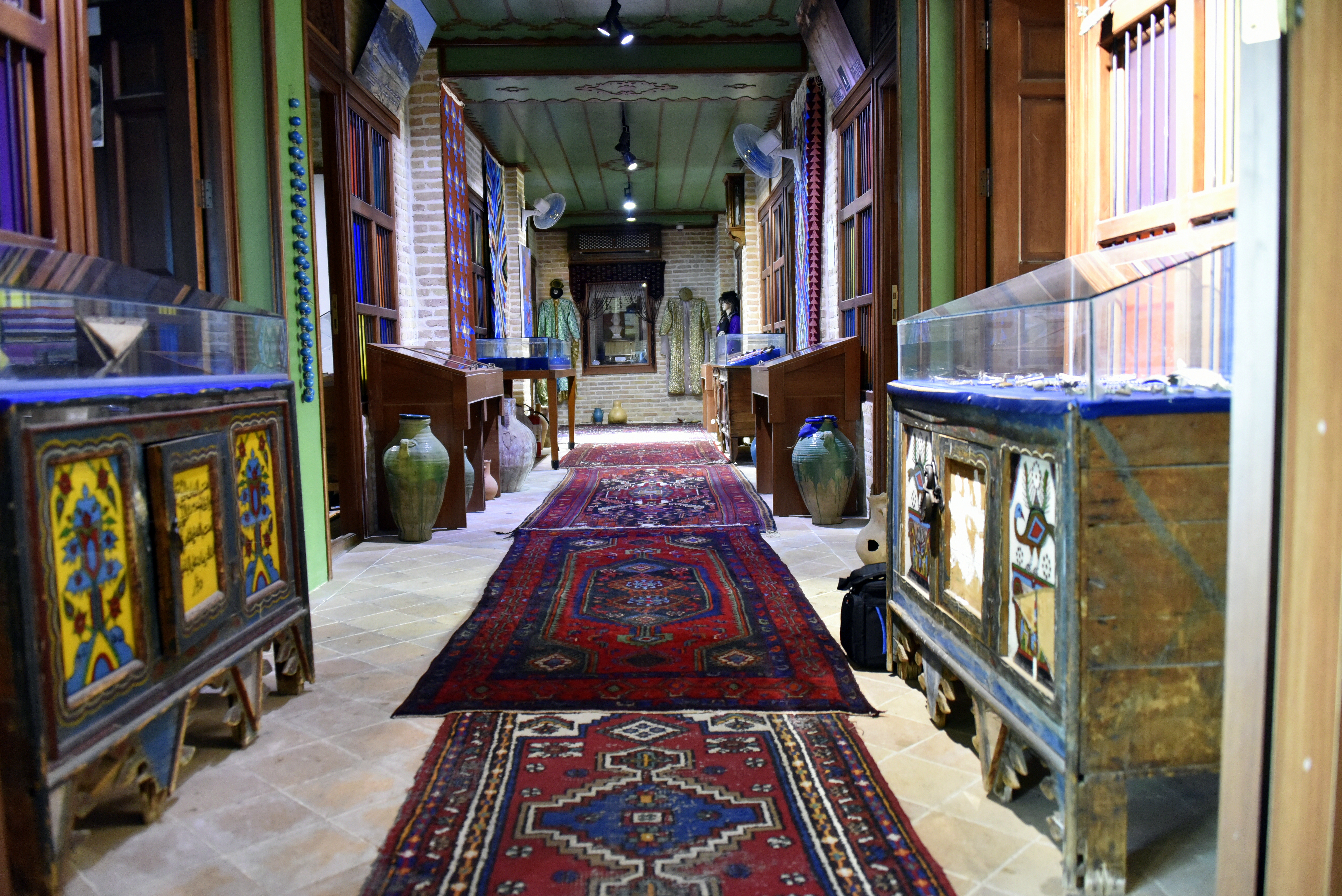
Kurd's Heritage Museum, Sulaymaniyah i irakiska Kurdistan.

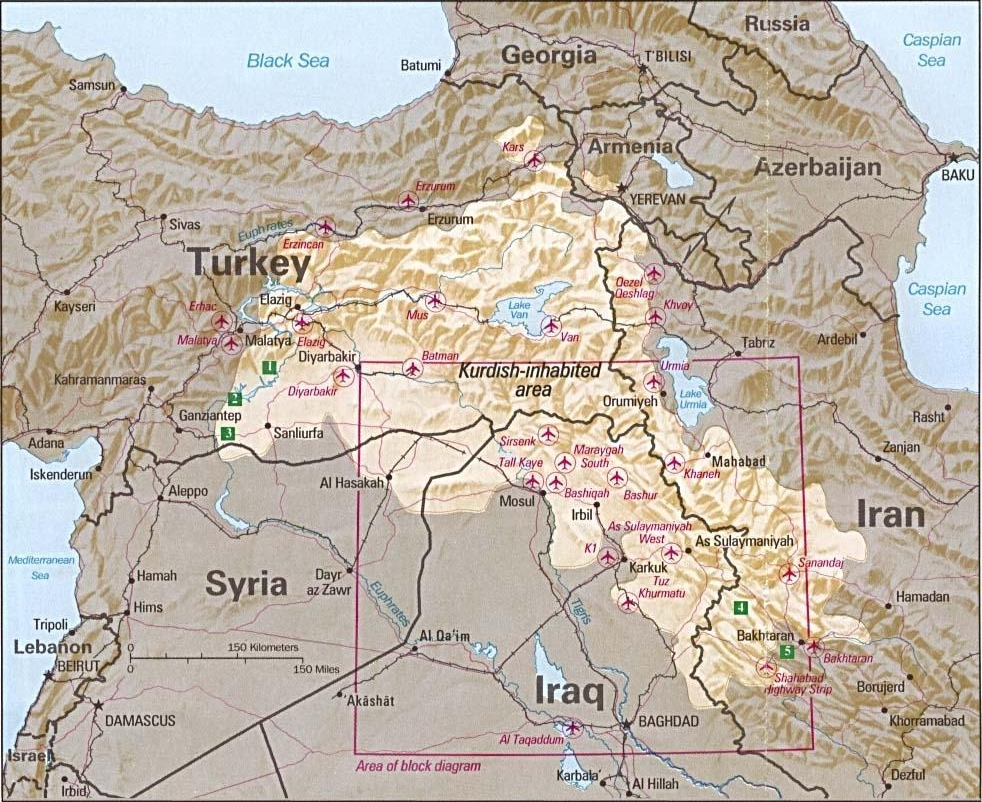
Område bebott av kurder enligt CIA (1992).

Kurdernas historia är historien om ett folk med hemvist i ett område som kallas Kurdistan och saknar fastlagda gränser. Området delas idag mellan Turkiet, Iran, Irak och Syrien. 

## Forntid och tidig historia

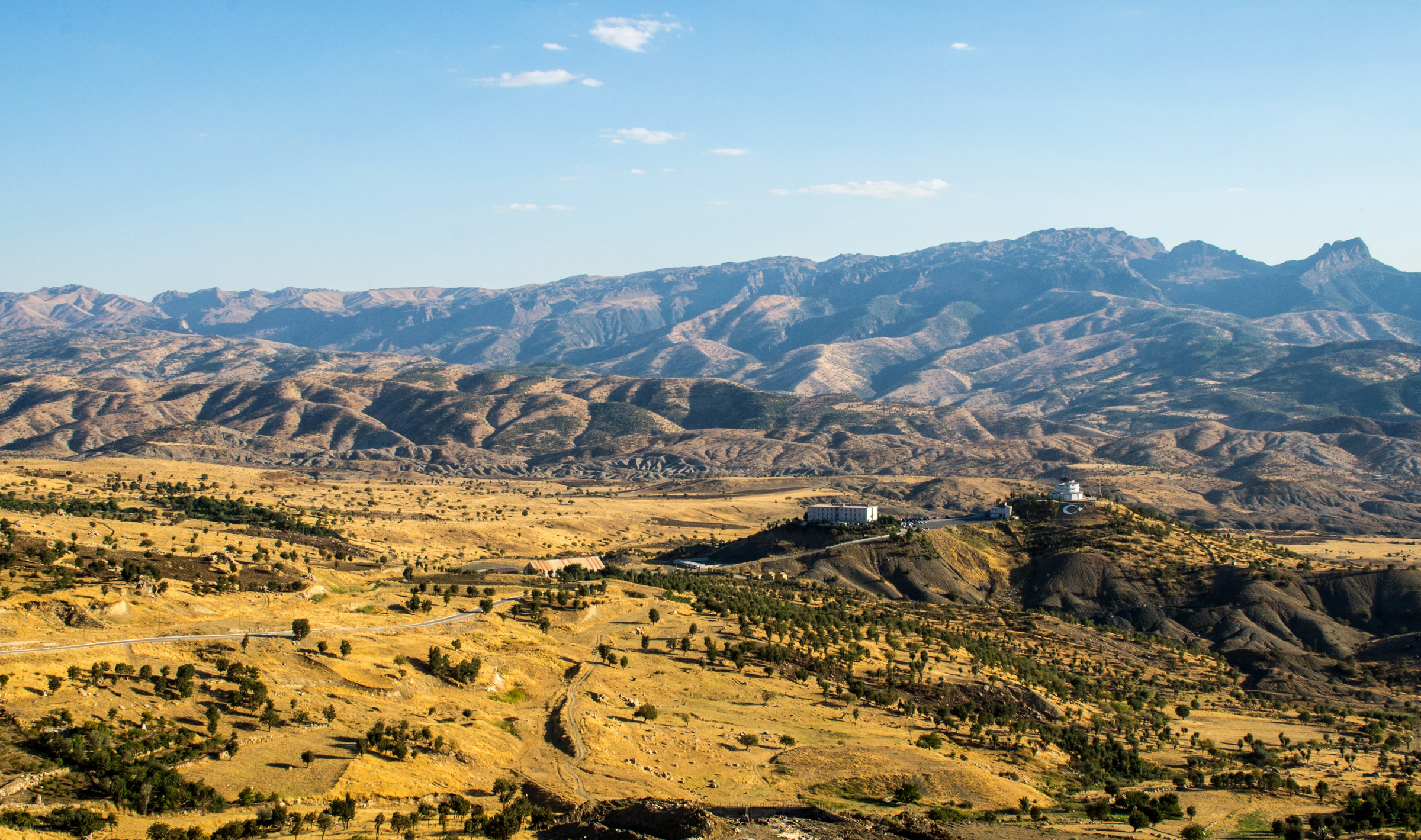
Cudi-dagh i den turkiska delen av Zagrosbergen.

Det anses klarlagt att kurdernas förfäder har bott i det nuvarande kurdiska området i tusentals år, men inte mycket är känt om deras historia. På en sumerisk lertavla från omkring 3 000 f.Kr. nämns landet Karda, vilket kan tyda på att det fanns ett folk som kallade sig kurder (eller något snarlikt) före indoeuropéernas ankomst till området. En teori är att detta folk var de som kallas guti. Indoeuropeiska stammar slog sig ner i Zagrosbergen under årtusendet före Kristus, och med dem det indoeuropeiska språk som utvecklades till kurdiska.  En historietradition hävdar att kurderna härstammar från de indoeuropeiska mederna och det finns också teorier om att bergsfolket kardoucherna var identiska med kurderna. Kardoucherna omnämns i Xenofons ”Anabasis” (ca 400 f.Kr.) Under romersk tid fanns i området en provins kallad Corduene och antika historieskrivare nämner ett folk kallat Kurtioi (Cyrtii). Vilket förhållande som finns mellan dessa tidiga folk och platser och dagens kurder är inte klarlagt, och diskussionen om kurdernas ursprung är inte renodlat vetenskaplig utan också påverkad av politiska och ideologiska motiv.
Det område som bebos av kurder har lytt under en rad olika imperier, bland andra Assyrien fram till 600-talet f.Kr., Perserriket 550–330 f.Kr., Alexander den store och hans arvtagare Seleukiderriket på 300- och 200-talen f.Kr. och nya persiska riken ca 250 f.Kr.–650 e.Kr. Kurdernas samhälle har dock byggt på stamtillhörighet och till stor del behållit sin struktur oavsett härskare.
Före den arabiska erövringen och islamiseringen bekände sig de flesta kurder till de monoteistiska religionerna zoroastrism eller jezidism. 

## Medeltiden

### Arabiska erövrare inför islam
På 630- och 640-talen invaderades det sasanidiska Perserriket av arabiska erövrare som spred den nygrundade religionen islam. Den första säkra användningen av ordet kurd kan härröras till denna tid, då kurdiska krigare slogs mot araberna i Soran, nära dagens Mosul och Erbil, och de besegrade kurdiska stammarna därefter, åtminstone utåt sett, övergick till islam. Det tog dock ungefär 300 år tills de flesta kurder anammade islam, som därmed blev majoritetsreligion i området.[källa behövs] De flesta kurderna blev sunni-muslimer, men stora grupper bekände sig också till shiitisk islam eller blev alawiter. Det har också hela tiden funnits kurdiska grupper med kristen, judisk eller jezidisk religion. 
Det muslimska väldet styrdes av kalifer i Damaskus och Bagdad, men islamiseringen av det persiska riket innebar inte en arabisering. I stället skapades en syntes av persisk kultur och muslimsk religion. Kurderna levde i gränstrakterna mellan det iranska kulturområdet och det arabiska. På 700-talet styrdes delar av Iran av den muslimska kurdiska dynastin sadakiyerna.. 

### Kurdiska furstendömen
När det abbasidiska kalifatet i Bagdad försvagades i slutet av 900-talet uppstod ett antal självstyrande furstendömen i gränsområdet mellan kalifatet och det kristna bysantinska riket i väster. Zagrosbergen styrdes ca 961–1117 av de rivaliserande kurdiska dynastierna hasanwayhiderna och annaziderna.. Nuvarande Azerbajdzjan och delar av Armenien styrdes under 900- och 1000-talen av rawadiddynastin som ursprungligen var av arabiskt ursprung men kurdifierades. En annan kurdisk dynasti i Kaukasien var shaddadiderna som regerade c:a 950–1200. Området kring Diyarbakir styrdes 999–1096 av marwanidätten (även kallade dustakider), som antas ha varit kurder.
Under århundradena från c:a 1000 skakades den muslimska världen av återkommande invasioner av turkfolk österifrån. Detta bromsade de kurdiska rikenas möjlighet till expansion. År 1150 deklarerade härskaren av det turkiska Seldjuk-imperiet att Kurdistan var en region inom riket, med huvudstaden Bahar nära Hamadan i nuvarande iranska delen av Zagrosbergen.

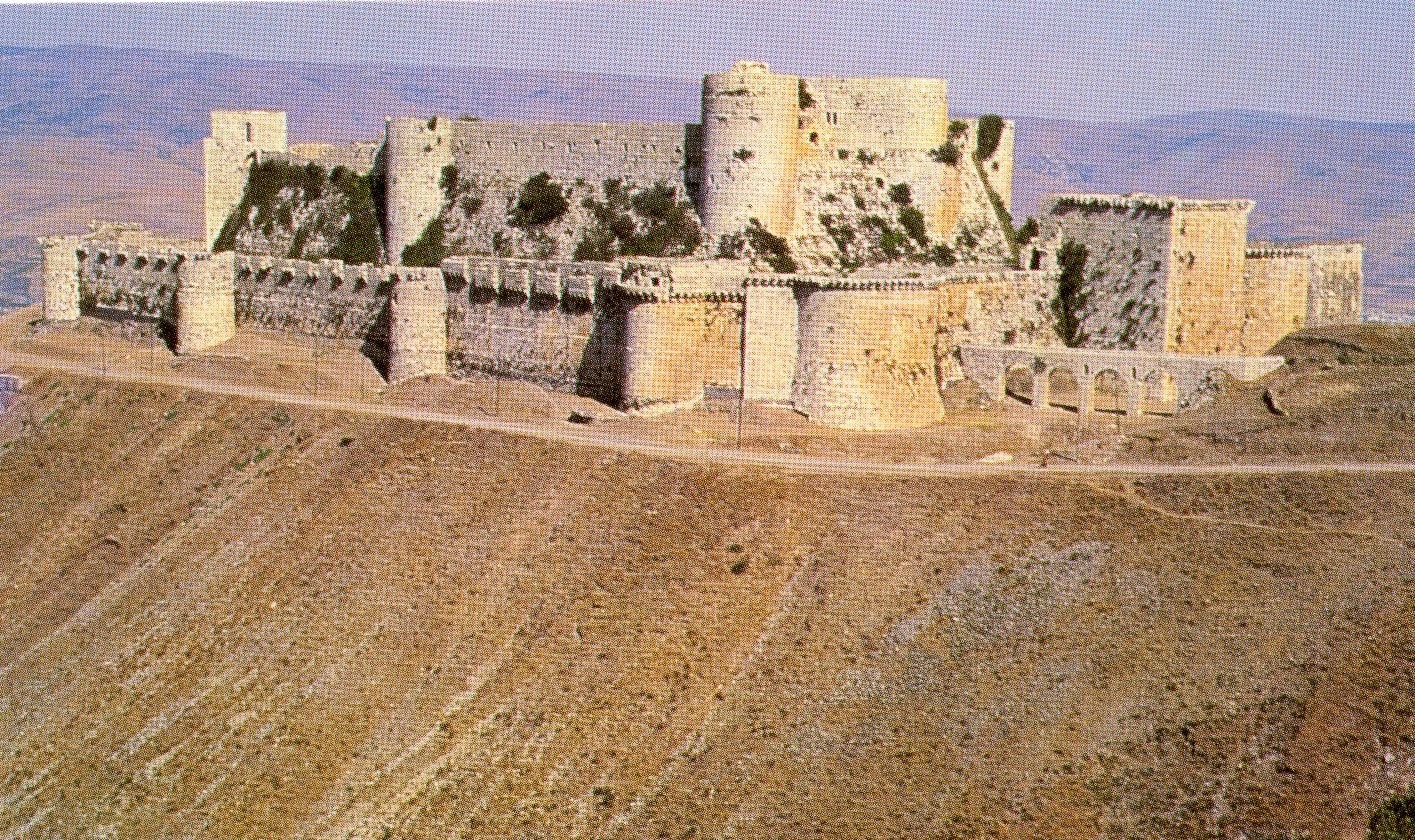
Korsfararborgen Qal'at al-Sahyun i västra Syrien intogs år 1188 av Saladin.

Till de mest namnkunniga kurdiska härskarna hörde den ayyubiske regenten Saladin. Det ayyubiska riket (1171–1250) sträckte sig över hela det islamiska Mellanöstern från Persien till Egypten. Saladins armé stred mot de kristna korstågen och återerövrade Jerusalem från dem år 1177. Efter hans död 1193 började hans rike falla sönder.

### Mongoliska och turkiska erövrare
På 1200- och 1300-talet kom mongoliska erövringar som förödde mycket av det kurdiska området. Kring år 1300 etablerade den turkiska dynastin osmanerna ett rike i nordvästra Mindre Asien och erövrade sedan allt större delar av det bysantinska riket. Efter att 1453 ha intagit det sista bysantinska fästet Konstantinopel blev det Osmanska riket den absoluta stormakten i området och erövrade i början av 1500-talet även västra delen av de områden som beboddes av kurder. Riket kallades ofta Turkiet men omfattade ett stort landområde med en rad olika folkslag och språk.
I öster fanns safavidernas teokratiska Iran som behärskade delar av det kurdiska området. I den nordvästra delen av det persiska riket fanns den halvt självständiga kurdiska staten Ardalan vars ledare hävdade släktskap med både marwaniderna och Saladin.

## Osmanska riket och Persien under olika dynastier

### Kurdernas ställning i de stora rikena
Det osmanska riket och det iranska safavidriket krigade upprepade gånger om makten i gränsområdena, och den gräns som stabiliserades på 1600-talet skar rakt igenom de kurdiska områdena. Inom det osmanska riket fick kurdiska furstesläkter relativt stor frihet att styra sina områden mot att de levererade soldater till osmanernas krig och bevakade gränsen mot Iran. En del kurder deporterades västerut inom riket.
Inom det safavidiska Iran tilläts de kurdiska grupperna större självbestämmande än i det osmanska riket. Även där fick kurderna militära uppgifter, och många kurder fick även centrala militära och administrativa positioner inom staten. Efter ett kurdiskt uppror 1609–1610 på befästningen Dim Dim i nordvästra Iran deporterades många kurder österut till provinsen Khorasan för att tjäna som buffert mot Irans uzbekiska fiender.
Från slutet på 1500-talet växte det fram en medvetenhet om kurderna som separat folk, något som dock bara berörde överklassen. 1597 skrev kurden Sharaf Khan Bitlisi den persiskspråkiga texten Sharafname som behandlar kurdernas historia. Ehmedê Xanî (1650–1707) skrev det episka poemet Mem och Zin på kurdiska. Den turkiska resenären Chelebi (1611–1684) skrev i sin resedagbok om kurderna som ett distinkt folk och beskrev deras språk och stammar. Samtidigt förhindrades en gemensam kurdisk identitet och enighet av att de tillhörde olika riken och ibland ställdes direkt mot varandra i krig.

### Småstater med relativ självständighet

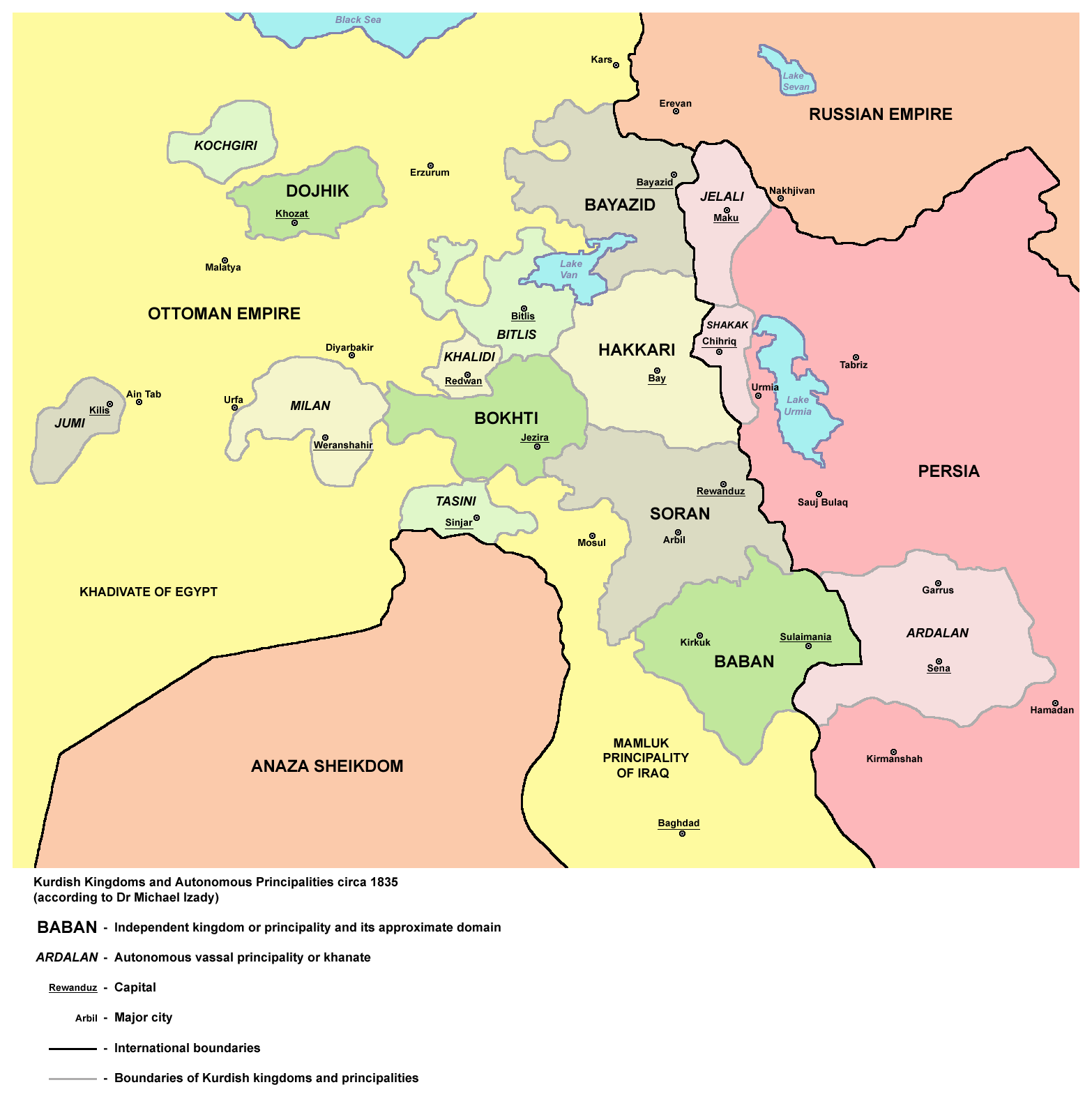
Kurdiska furstendömen i gränslandet mellan de osmanska och iranska imperierna cirka 1835. Bokhti på kartan är det Bothan som nämns i texten.

I gränsområdet mellan de osmanska och iranska rikena fanns ett antal kurdiska furstestater med relativ självständighet. Ardalan lydde under Iran medan bland andra Baban, Bahdinan, Soran och Bothan (med huvudstad Cizre) lydde under det osmanska riket. De leddes av olika furstefamiljer som låg i fejd med varandra, och deras gränser var inte tydligt fastlagda. Under 1800-talet skedde flera uppror där de kurdiska furstarna försökte frigöra sig från det osmanska väldet. Bothans härskare Bedr Khan lyckades etablera en kurdisk stat med egen valuta, men den slogs ned av osmanerna år 1847. Därefter etablerade osmanerna provinsen Kurdistan, som delvis sammanföll med den kortlivade kurdiska statens område. 1867 fick provinsen i stället namnet Diyarbakır.
I södra delen av Zagrosbergen bor stamfolk som talar kurdiska eller luriska och i äldre texter kan det vara svårt att särskilja dem från varandra eftersom termen kurd har använts för alla nomader (inklusive befolkningen i Lorestan och balucher i Kerman), oavsett om de var språkligt kopplade till kurderna eller inte. I området Elam i södra Zagrosbergen fanns under lång tid ett feylikurdiskt rike som styrdes av en furstedynasti där fursten hade titeln vali. Den siste valin avsattes år 1928 av Irans shah Reza Pahlavi efter att samma ätt hade regerat området i 332 år.
1880 leddes en revolt av Schejk Ubeydullah från Nehri i nuvarande nordvästra Iran. Den samlade kurder från både iranskt och osmanskt område och kan ses som det första steget för modern kurdisk nationalism. Upproret krossades, men ledde till att den osmanska sultanen Abdulhamid II knöt starkare band med den kurdiska eliten för att försäkra sig om fortsatt osmansk dominans i området.

### Kurderna i det försvagade osmanska väldet
Det rysk-turkiska kriget 1877–1878 ledde till att det osmanska väldet försvagades och Ryssland erövrade gränsområden i Kaukasus. Som en buffert mot Ryssland och dess ambition att skapa en armenisk stat i området organiserade osmanerna kurdiska kavalleristyrkor i området. Ditintills hade muslimska kurder och kristna armenier samexisterat relativt väl, men i mitten av 1890-talet använde den osmanske sultanen Abdulhamid de kurdiska trupperna i  organiserade massmord på många tusen armenier och andra kristna.
I det försvagade osmanska riket växte en turkisk nationalism som ledde fram till att den ungturkiska rörelsen under ledning av Enver Pascha genomförde en statskupp år 1909. Turkiet deltog i första världskriget på centralmakternas sida. Samtidigt genomförde man 1915 ett folkmord på 1 miljon armenier och 100 000-tals övriga kristna. Kurdiska trupper deltog i både kriget och folkmorden som en del av den turkiska krigsmakten.

Ungturkarnas mål att göra Turkiet till en turkisk nationalstat drabbade även kurderna. Många tvingades flytta från sina hemtrakter till andra platser i Anatolien, med syftet att de skulle förlora sin egenart och assimileras som turkar. Detta, och rädslan för att möta samma öde som de kristna, ledde till en rad kurdiska uppror, det största bland alevitiska kurder i Dersim (nuvarande Tunceli) år 1916. Upproren slogs ned och stora grupper av människor deporterades till andra delar av landet.

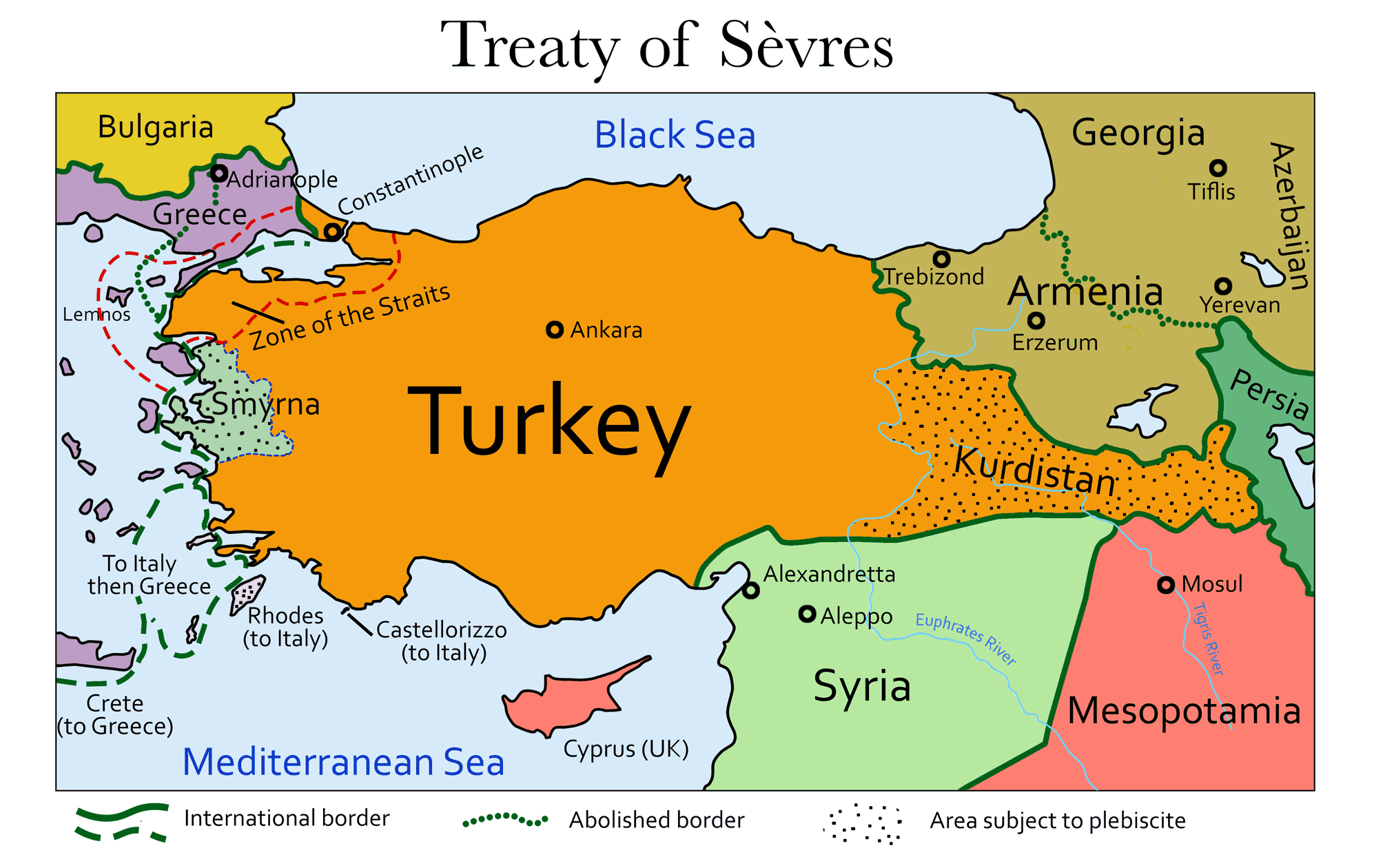
Vid freden i Sèvres 1920 markerades ett möjligt självständigt Kurdistan.

## Mellankrigstiden 1918–1939

### Delningen av osmanska riket
Första världskriget slutade med nederlag för det osmanska riket och dess allierade. Redan 1916 hade de blivande segrarmakterna Frankrike och Storbritannien ingått det hemliga Sykes-Picot-avtalet som samma år godkändes även av Ryssland. Avtalet reglerade hur de östra och södra delarna av det osmanska riket skulle delas upp i brittiska, franska och ryska intresseområden. Vissa områden skulle tillåtas bli fria arabiska stater, men i mindre omfattning än vad de allierade hade förespeglat de arabiska furstar som med deras stöd hade gjort uppror mot det osmanska riket. Avtalet nämnde inte kurdiska intressen.
1920 slöts freden i Sèvres som byggde på Sykes-Picot-avtalet men även inkluderade möjligheten till en kurdisk stat, som dock var mycket mindre än det område som beboddes av kurder. Fredsavtalet accepterades inte av den nybildade Turkiska republiken och efter ett nytt krig slöts år 1923 freden i Lausanne som i stort sett definierade Turkiets moderna gränser. I fredsavtalet ingick ingen kurdisk stat, och det osmanska rikets kurdiska område blev i stället delat mellan Turkiet och två mandat under det nystartade Nationernas förbund: det brittiska mandatet Irak och det franska mandatet Syrien. Gränserna drogs utan hänsyn till kurdiska klantillhörigheter eller ägandeförhållanden och kunde ibland gå rakt igenom marker som tillhörde en och samma familj. Gränsen mot Iran berördes inte, och kurderna blev därmed uppdelade på fyra olika länder. Därmed separerades deras fortsatta historia inte bra politiskt utan också kulturellt i och med att de inordnades i olika skolsystem och, tog del av olika massmedia. Även språkligt fjärmades de från varandra när Turkiet är 1928 övergav det arabiska alfabetet till förmån för en variant av det latinska. 

### Kurderna i Turkiet

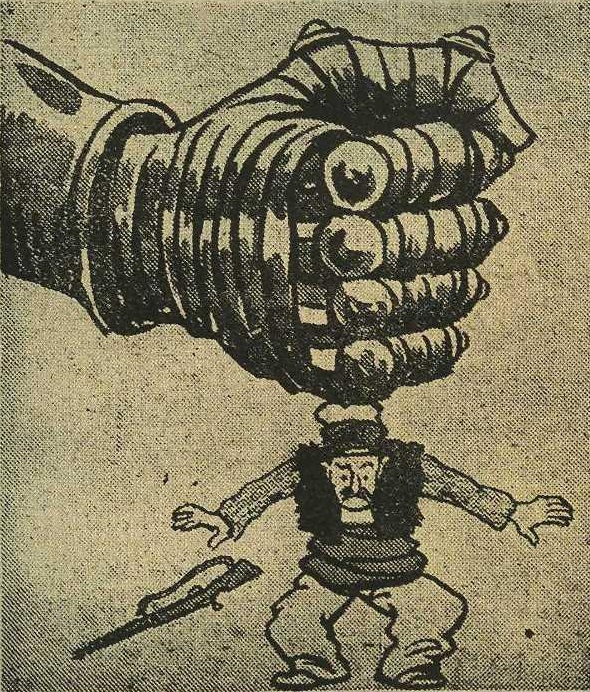
"Republikens järnnäve krossar rebellerna." Bild i den turkiska tidningen Cumhuriyet 12 april 1925.

Turkiets omvandling till nationalstat leddes av Mustafa Kemal, som sedermera fick hedersnamnet Atatürk, "turkarnas fader". Han var en general med bakgrund i den ungturkiska rörelsen, hade en framträdande roll i förhandlingarna i Lausanne och blev den nya statens första president 1923. Han och hans rörelse talade inledningsvis om broderskap mellan turkar och kurder och försökte få kurdiska ledare att stödja upprättandet av nationalstaten. Det kurdiska samhället var i hög grad organiserat som klaner och stammar, och de kurdiska ledarna var splittrade i sin inställning till en allians med Kemal.

#### Uppror mot turkifiering och sekularisering
Kurdisk nationalism fick ett uppsving under åren efter världskriget. Organisationen Kürdistan Taâlî Cemiyeti (KTC, Society for the Rise of Kurdistan) med säte i Istanbul hade några hundratal medlemmar, framför allt från inflytelserika kurdiska familjer med poster i statsapparaten, intellektuella och urban medelklass. Under 1920-talet skedde en rad revolter i Turkiska Kurdistan. Ett av de tidigaste var Koçgiriupproret 1920–1921, i det som idag är provinsen Sivas. Initiativet kom åtminstone delvis från KTC och det uttryckliga målet var att upprätta ett oberoende Kurdistan bestående av ett antal turkiska regioner. Ledare för den kurdiska alevitiska stammen Koçgirî var drivande i upproret, men även sunni-kurdiska grupper deltog. Upproret slogs ned mycket hårt och turkiska trupper brände mer än 100 byar. Befolkningen dödades, tvångsevakuerades eller flydde upp i bergen där de dog av svält.
Våren 1925 skedde ett stort kurdiskt uppror under ledning av Sheikh Said från den kurdiska stammen Piran. Han var religiös ledare inom en dervischisk orden. Initiativet till upproret kom från den underjordiska kurdnationalistiska organisationen Azadi som främst bestod av militärer med rötter i det kurdiska klansamhället. En del klaner och stammar anslöt sig till upproret medan andra förhöll sig passiva eller stödde den turkiska regeringen. Upproret har tolkats både som ett uttryck för kurdisk nationalism och som en protest mot den nya turkiska regeringens strävan efter sekularisering och modernisering. Tiotusentals kurder deltog i striderna, som slogs ned av uppskattningsvis 35 000 soldater från den turkiska armén. När upproret slagits ned avrättades ett femtiotal av dess ledare. Dervischiska ordnar förbjöds och deras kloster och helgedomar stängdes. En mängd kurder tvångsförflyttades till andra delar av landet samtidigt som etniska turkar uppmuntrades att flytta till de kurdiska områdena.

#### Araratrepubliken
Araratrepubliken (även kallats Agri-upproren eller Agirîrepubliken, Komara Agiriyê; det kurdiska namnet på Ararat är Agirî) var en självutropad kurdisk stat som leddes av Ibrahime Agha, Ferzende beg och general Ihsan Nuri Pasha. Den bildades 1927 efter en serie uppror som inletts 1926. Araratrepubliken existerade i 3 år till den slogs ner av turkisk armé och flygvapen och slutligen krossades den 17 september 1930. Gränsen mellan Turkiet och Persien gick rakt igenom bergsmassivet Ararat vilket gjorde det möjligt för kurdiska krigare att undkomma turkisk förföljelse genom att ta sig in i Persien. År 1932 justerades gränsen så att hela Ararat tillföll Turkiet, och Persien kompenserades med ett annat landområde.

#### Upproret i Dersim
Som ett led i turkifieringskampanjen införde regeringen 1934 en lag som uttryckligen tillät tvångsförflyttningar av kurder och andra icke-turkiska folkgrupper från deras hemtrakter till andra orter västerut. Ett av de distrikt som drabbades först var Dersim, som varit platsen för de alevitiska kurdernas uppror år 1916. Staten började deportera människor från Dersim och bytte också namn på staden till det turkiska Tunceli. Kurderna i Dersim svarade våren 1937 med att göra uppror, under ledning av bland annat den alevit-kurdiske klanhövdingen Seyid Riza. Den turkiska armén slog brutalt ned upproret och hängde Riza. Sommaren 1938 genomförde militären sedan en massaker som dödade en mycket stor del av befolkningen – olika källor anger mellan 13 200 och 40 000 döda. Minst 12 000 personer drevs iväg från sina hem. Kvinnorna tvingades byta ut sina traditionella kläder mot påbjudna västerländska kläder. Boskapen dödades och fälten förstördes. Syftet var troligen inte bara att slå ned just detta uppror utan att visa för hela den kurdiska befolkningen vad som händer dem som motsätter sig statens påbud.
Turkifieringspolitiken fortsatte och staten bytte ut namnen på mängder av kurdiska orter och platser och tvingade också kurderna att ta turkiska efternamn.

### Kurderna i Irak

Kurdiska kungarikets flagga.

Då Osmanska riket föll samman åren efter första världskriget upprättade Sheikh Mahmud Barzanji en semi-självständig stat, Kurdiska kungariket, i norra delen av det som skulle bli Irak. Kungariket upplöstes i och med att Irak 1923 blev ett brittiskt mandat enligt freden i Lausanne. 1930 ledde Barzanji ett nytt uppror, som misslyckades. 1932 blev Irak en självständig stat, men med ett nära alliansavtal med Storbritannien. Detta gav mera kraft åt kurdiska ledares krav på självständighet.
Feylikurderna är en shiamuslimsk kurdisk folkgrupp som har sitt ursprung i södra Zagrosbergen. Många av dem har under 1900-talet etablerat sid som köpmän i Bagdad och andra irakiska städer. Trots att de ofta var ekonomiskt och socialt framstående så har feylikurderna utsatts för statlig diskriminering ända sedan den unga irakiska statens första konstitution från 1924. Där betraktades feylikurderna som perser och inte "ursprungliga irakier" och fick inte fullt medborgarskap även om deras familjer bott i Irak i hundratals år.

### Kurderna i Syrien
När osmanska riket delades kom en mindre del av kurderna att hamna i Syrien, som låg under fransk överhöghet. Det har i många generationer funnits kurder på många platser i Syrien, men de flesta finns i norr utefter gränsen till nuvarande Turkiet och Irak. Det västligaste området dominerat av kurder är bergen norr och väster om Aleppo. Den nordöstligaste delen Jazirah, som delar namn med staden Cizre på den turkiska sidan av gränsen, hade innan 1920-talet endast liten fast befolkning. Området användes av rivaliserande boskapsskötande nomader, både kurder och beduiner. I samband med mellankrigstidens uppror och oroligheter flydde många kurder från Turkiet och i viss mån från Irak till Syrien. De fick bosätta sig i detta område som därmed blev den del av Syrien som har störst kurdisk befolkning. I området finns också många kristna som flytt från det tidiga 1900-talets förföljelse. Områdets historiska huvudstad Mosul hamnade i Irak när gränsen drogs, och al-Hasaka blev den nya huvudstaden. Fransmännen anlade också den nya staden Qamishli direkt intill Nusaybin på den turkiska sidan gränsen.
Fransmännens politik i Syrien gick ut på att stärka olika gruppers identitet framför en gemensam syrisk. Man rekryterade aktivt minoritetsgrupper, bland dem kurder, till armén i stället för män från den sunni-muslimska arabiska majoriteten.

### Kurderna i Iran
I området kring Urmia (nuvarande provinsen Västazarbaijan i nordvästra Iran) hade gränsen mellan de persiska och osmanska väldena varit flytande. I samband med det osmanska väldets omvandling inledde den mäktige kurdiske  klanhövdingen Simko Shikak ett uppror 1919 med syfte att skapa en självständig kurdisk stat. Simko hade ett stort kontaktnät med stöd av andra kurdiska ledare i Iran och det sönderfallande osmanska riket, men det fanns också kurdiska grupper som motsatte sig hans ledarskap och blev utsatta för plundring av hans trupper. Han hoppades på stöd från den nya turkiska staten, men det uteblev. Han lyckades dock etablera makten över ett sammanhängande område norr, väster och söder om Urmiasjön och hade förhoppningar om att den iranska regeringen skulle ge efter och erkänna kurdisk autonomi i detta område. Så skedde inte. Den iranske generalen Reza Pahlavi hade 1921 tagit makten i Iran genom en brittiskstödd statskupp, och 1922 krossades det kurdiska upproret av den iranska armén. Simko  flydde först till Turkiet och sedan till Irak. Några år senare gjorde han ett misslyckat försök att återerövra en del av det förlorade området, och 1929 blev han dödad i ett bakhåll iscensatt av den iranska regeringen.
Reza Pahlavi ville skapa en modern nationalstat i Iran, en ambition som stod i stark motsättning till kurdernas traditionella stamsamhälle. Med mycket hårda medel tvingades boskapsskötande nomader bli bofasta jordbrukare, och kurdiska stamledare dödades eller tvingades i exil. I de kurdiska områdena byggdes iranska militärposteringar och förbands med vägar. Hela stammar deporterades till andra delar av Iran. De som blev kvar förlorade mycket av sina djur och sin försörjning.

### Röda Kurdistan
Röda Kurdistan (Kurdistana sor; ryska: Kurdistanskij Ujezd) var en självstyrande politisk enhet som upprättades år 1923  i nuvarande Azerbajdzjan inom Sovjetunionen. Kurderna i området var halvnomadiska bergsbor och en av flera nationella minoriteter i Azerbajdzjan, och området hör inte till det som vanligen betraktas som Kurdistan. Röda Kurdistan blev officiellt den 7 juli 1923 enligt ett beslut från en sovjetisk specialkommitté men upplöstes den 8 april 1929. Den 30 maj 1930 återupprättades Röda Kurdistan med staden Lachîn som huvudstad och omfattade då flera distrikt än första gången. Denna gång existerade autonomin två och en halv månad innan den upplöstes den 23 juli 1930. I Lachîn trycktes och publicerades tidningen "Soviet Kurdistan" för första gången 1931.

## Andra världskriget och tiden fram till 1991

Den traditionella kurdiska flaggan med den stora gula solen har använts av flera olika grupper.

### Kurderna i Turkiet
Under de regeringar som följde efter Ataürks död 1938 fortsatte förnekandet av den kurdiska befolkningens kulturella identitet, och ända fram till 1990 omnämndes de i Turkiet officiellt som "bergsturkar". Kurdiska jordägare och kurder som flyttat till storstäderna i västra Turkiet integrerades i landets politiska etablissemang, men den stora kurdiska massan i öster har stått helt utanför politiken.
Sedan 1978 har det bildats ett antal politiska partier med inriktning på den kurdiska befolkningens rättigheter, och de har antingen förbjudits eller på annat sätt förhindrats att arbeta. 1978 bildades PKK, Kurdistans arbetarpart med Abdullah Öcalan som ledare.
Efter militärkuppen 1980 fängslades över en halv miljon människor, varav många var kurdiska politiker, aktivister och intellektuella. Fängelset i den kurdiska staden Diyarbakir blev ökänt för avrättningar och tortyr.
PKK har sedan 1984 varit part i ett inbördeskrig som var mycket intensivt fram till 1999 men fortfarande (2023) inte är över.

### Kurderna i Irak

#### Mustafa Barzani och Kurdistans demokratiska parti

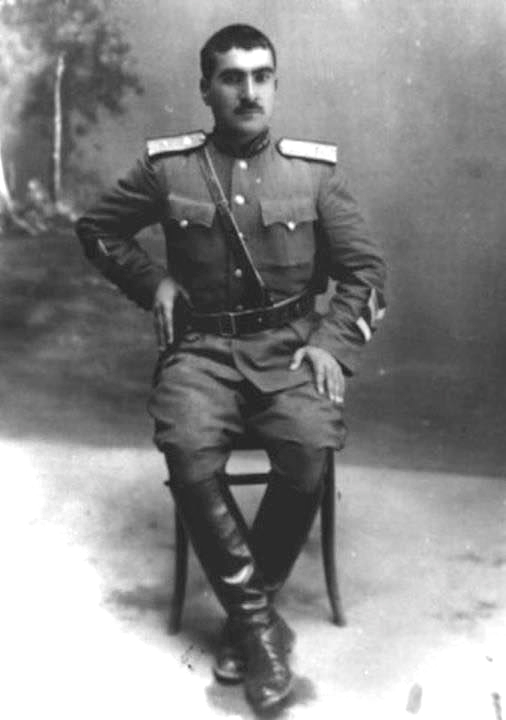
Mustafa Barzani 1946.

1942 gjorde kurder i Irak en rad revolter mot den brittiskstödda kungamakten. Det ledde till att upprorsledaren Mustafa Barzani tvingades fly till Iran där han medverkade till bildandet av Mahabadrepubliken, en sovjetstödd kurdisk zon i nordvästra Iran. När Mahabadrepubliken återerövrades av Iran flydde Barzani till Sovjetunionen. 1946 grundades Kurdistans demokratiska parti (KDP) av bland andra Mustafa Barzani som blev dess förste ordförande, till en början i exil.
1958 störtades kungamakten i Irak och kung Faisal II mördades. Irak blev till en självständig republik, Irakiska Republiken. Landets nya president, den vänsterinriktade generalen Abd al-Karim Qasim framhöll att Irak var en stat för både araber och kurder, något som också framgick av landets nya konstitution. Det kurdiska partiet KDP legaliserades och dess ledare Mustafa Barzani välkomnades tillbaka efter tolv års exil. Barzani stödde Qasim och den kurdiska rörelsen inriktades på kurders rättigheter inom Irak, inte på separation.

#### Irakisk-kurdiska kriget 1961–1970
Efter några år ändrades Qasims politik till arabisk nationalism. Kurdiska organisationer, inklusive KDP, förbjöds och aktivister fängslades. Detta var inledningen till det irakisk-kurdiska kriget som med vissa uppehåll varade 1961–1970. 1963 störtades och avrättades Qasim i en kupp med direkt eller indirekt stöd från USA och därefter styrdes Irak av instabila regeringar med koppling till det panarabiska Baathpartet. Regeringssidan fick stöd av USA som bidrog med stridsvagnar, helikoptrar och lastbilar, och dessutom napalm för bombning av kurdiska byar.  I Syrien hade det syriska Baathpartiet tagit makten i mars 1963 och skickade flygplan och 6000 soldater för att bekämpa de irakiska kurderna, en krigsinsats som ledde till stora förluster för syrierna.
Det uppskattas att 60 000 människor, varav 5 000 regeringssoldater, dödades under kriget, och att 300 000 tvingades fly från sina hem. Kriget slutade med vad som framstod som en seger för den kurdiska sidan.Den 11 mars 1970 undertecknades ett fredsavtal, som dock inte genomfördes i praktiken. I avtalet erkändes kurdiska som officiellt språk och de provinser som hade kurdisk majoritet tillerkändes självstyre inom Irak. Status för den oljerika provinsen Kirkuk förblev oklar i avvaktan på en folkräkning som skulle fastställa majoritetsförhållandena. Folkräkningen genomfördes aldrig, och regeringen ändrade provinsgränserna för att säkerställa att Kirkuk inte skulle ha kurdisk majoritet och därmed inte omfattas av avtalet.

#### Kurdiskt nederlag i kriget 1974–1975
1968 tog det pan-arabiska Baathpartiet makten i Irak och inledde en Sovjetvänlig politik. I januari 1972 återupptog KDP sin väpnade revolt men regeringstrupperna slog ned upproret. Vintern 1973–1974 hölls förhandlingar där regeringen föreslog avtal som inte accepterades av den kurdiska sidan. I mars 1974 inledde KDP en ny offensiv, nu med stöd från USA, Iran och Israel. Regeringen svarade med bombräder mot kurdiska baser och byar. Uppskattningsvis 100 000 kurder flydde till Iran under 1974.
I februari 1975 skickade Sovjetunionen 40 militärflygplan till regeringssidan som stöd i kriget mot kurderna. I mars 1975 slöt Irans och Iraks regeringar Algeravtalet som gällde den södra delen av gränsen mellan länderna. Där fastslogs att gränsen mellan länderna skulle gå vid Shatt al-Arab (Arvand Rud). I utbyte skulle Iran sluta stötta rebellerna i norra Irak med militär utrustning och finansiering. Dessa drastiskt ändrade styrkeförhållanden gjorde att de irakiska regeringsstyrkorna kunde besegra peshmergaarmén den 2 maj 1975.
I krigets slutskede under våren 1975 flydde Mustafa Barzani, KDP-krigarna och andra kurder till Iran, totalt uppskattningsvis 150 000 personer utöver de cirka 130 000 som redan hade flytt. Cirka 10 000 kurdiska rebeller och 7 000 regeringssoldater beräknas ha dödats i kriget.

#### Splittring inom den kurdiska rörelsen
Inom den kurdiska rörelsen visade sig en splittring mellan de klanledare och stora jordägare som representerades av familjen Barzani och en mera vänsterinriktad urban elit representerad av Jalal Talabani. 1975 bröt sig en grupp under ledning av bland andra Talabani ur partiet KDP och bildade Kurdistans patriotiska union, PUK. KDP fortsatte efter Mustafa Barzanis död 1979 att domineras av hans släktingar från toppskiktet inom klanen Barzani.

#### Intensifierat förtryck under Saddam Hussein

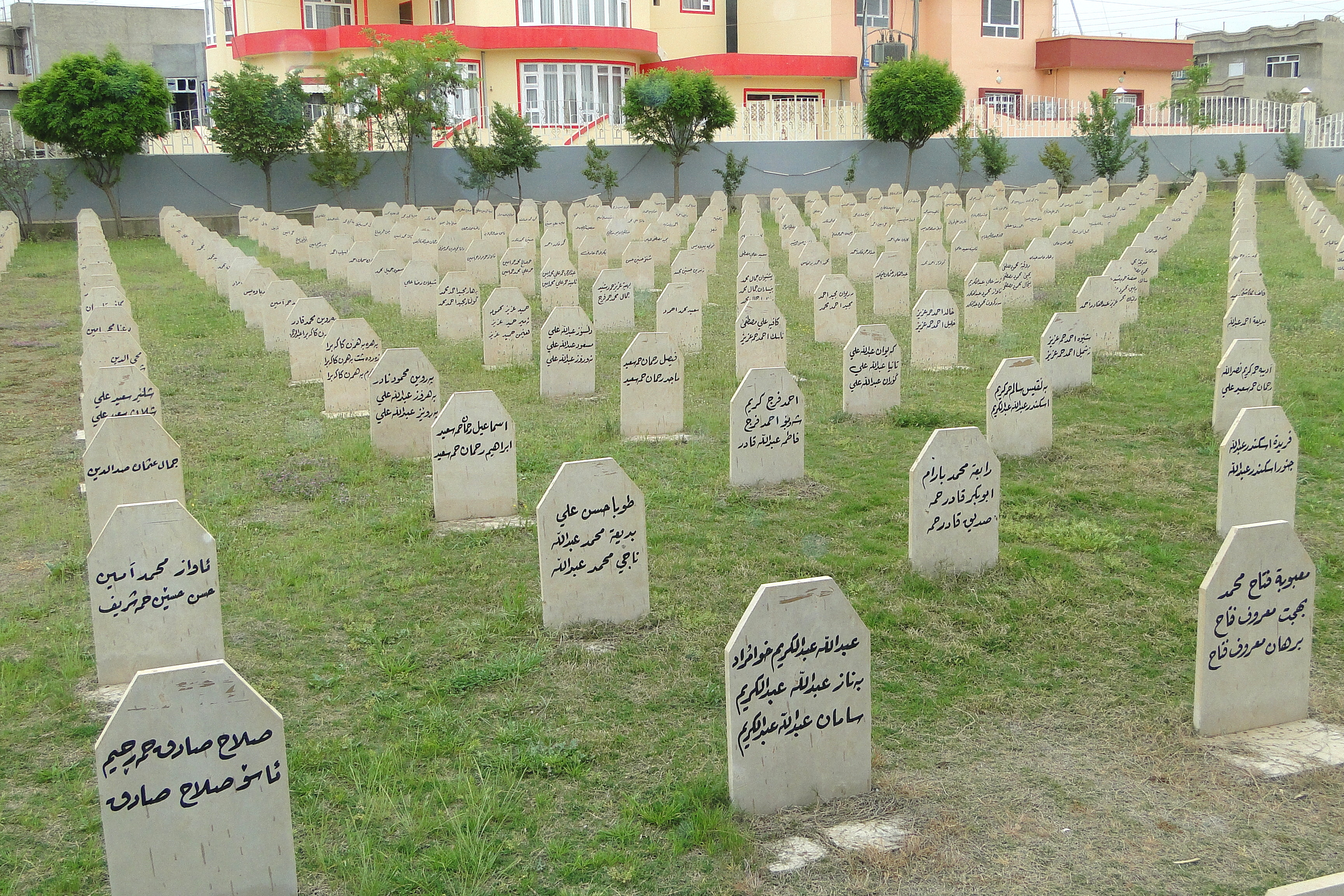
Familjegravar för gasattackens offer, Halabja.

Saddam Husseins maktövertagande 1979 stöddes av USA och efter detta utvecklades en diktatur präglad av övergrepp gentemot all opposition, inte minst de irakiska kurderna. I september 1980 inleddes Iran–Irak-kriget genom att Irak angrep det av iranska revolutionen destabiliserade grannlandet.
Under kriget genomfördes också Operation Anfal (1982–1988) mot Iraks kurdiska befolkning.  Namnet baserades på Anfal-suran i Koranen och operationen beordrades av Saddam Hussein och leddes av hans kusin Ali Hassan al-Majid. Syftet var att en gång för alla utrota den kurdiska befolkningen i Irak. Dock utsattes även kurder på den iranska sidan gränsen av attackerna. Under denna period dödades över 182 000 människor, varav många massgravar hittas än idag. Över 4 000 städer och byar jämnades med marken. Utöver de tortyrfängelsen som fanns i arabiska Irak, hade man liknande i den kurdiska norra delen av landet. Mest känd av alla är 'Amna Sûreke', där politiska fångar, familjer och anhöriga till 'separatister och motståndare till staten' samt diverse aktivister i motståndsrörelsen blev fängslade och torterade.
Den 16 mars 1988 utsattes den kurdiska staden Halabja för en gasattack och bombades med bland annat senapsgas och nervgas. Minst 5 000 personer dog, främst kvinnor och barn, men enligt överlevare tros siffran vara mycket högre än så. Dessutom dödades mängder av  boskapsdjur och vilda djur. Än idag lider tusentals av sina skador, psykiska som fysiska, och svåra sjukdomar såsom cancer är vanligt förekommande i regionen.[källa behövs] USA fördömde inte användningen av giftgaser eftersom de såg ett strategiskt intresse i att Saddams Irak skulle besegra Iran.

#### Förföljelsen av feylikurder
Från 1963 började staten dra in de shiamuslimska feylikurdernas medborgarskap, med hänvisning till lagstiftning från 1924. Under Baathpartiets tid vid makten utsattes de för svår förföljelse. Från 1968 började storskaliga deportationer till Iran. Enligt en källa deporterades 70 000 feylikurder mellan 1968 och 1971. Skälen till detta antas ha varit flera. Baathregimen ville bryta feylikurdernas ekonomiska inflytande och såg dem också som ett politiskt hot eftersom många hade engagerat sig i den kurdiska upprorsrörelsen eller andra regimkritiska partier.
Från och med den iranska revolutionen 1979 och Iran-Irak-krigets utbrott 1980 intensifierades förföljelsen av feylikurderna. De beskylldes för att stödja Iran mot Irak och förråda den arabiska nationalismen. Deras kurdiska identitet och deras shiamuslimska religion användes av den sunnimuslimska regimen som argument för förföljelse. Deras egendom konfiskerades och de tvingades iväg till Iran utan att få ta med sig någonting. Det antal feylikurder som fråntogs sina medborgerliga rättigheter och tvångsdeporterades uppskattas till mellan 150 000 och 500 000. Unga män, enligt vissa källor fler än 20 000, tillfångatogs och försvann, bland annat användes de som mänskliga sköldar eller minröjare i kriget mot Iran. Ett okänt antal, framför allt kvinnor, barn och åldringar, dog av umbäranden när de tvingades gå till fots mot Iran. Väl i Iran fick ett mindre antal iranskt medborgarskap men de flesta hamnade i flyktingläger utan tillgång till utbildning eller förvärvsarbete. Förföljelsen, morden och deportationerna har senare kategoriserats som folkmord av Kontoret för FN:s högkommissarie för mänskliga rättigheter (OHCHR) och år 2011 av den irakiska regeringen.

#### Autonomi efter Kuwaitkriget

De kurdiska delarna av Irak. Rött: Erkänt som Irakiska Kurdistan. Rosa: Omtvistat, kontrolleras av Irakiska Kurdistan. Brunt: Omtvistat, kontrolleras av Iraks centralregering.

Efter Kuwaitkriget 1990–1991 var situationen i Irak kaotisk och både kurder och flera olika folkgrupper revolterade i hopp om att störta Saddam Hussein. Irakiska kurder tog snabbt över stora delar av regionen – inklusive mycket av den oljerika regionen Kirkuk. Upproret slogs ner mycket brutalt. Regimens motattack i den kurdiska delen av landet ledde till att över en miljon kurder flydde till tillfälliga tältläger i gränstrakterna mot Turkiet och Iran. Uppskattningsvis 20 000 kurder dödades och i början av april 1991 hade Saddam Hussein slagit ned upproren. Omfattningen av denna massflykt, tillsammans med oron för dess destabiliserade verkan på hela Mellanöstern, förmådde FN och en rad andra internationella aktörer att uppfatta situationen som ett hot mot internationell fred och säkerhet. FN antog en resolution (SCR688) som förbjöd fortsatta irakiska attacker mot det kurdiska området. I praktiken innebar detta att USA och dess allierade upprättade en flygförbudszon över norra Irak. De kurdiska styrkorna i norr gjorde dock en ny offensiv. Därmed blev det möjligt för Irakiska Kurdistan att etablera den autonomi som överenskommits redan 1970.

### Kurderna i Syrien

Olika folkgruppers bosättning i Syrien 1976. Det område som domineras av kurder är rosa..

Syrien förklarades självständigt den 17 april 1946, i samband med att de sista franska trupperna lämnade landet. och politiken inriktades på pan-arabism, vilket marginaliserade kurder och övriga minoriteter. Kurder i Syrien har därefter saknat grundläggande rättigheter under hela den syriska republikens historia. De har inte haft rösträtt eller rätt att äga jord, de har haft begränsade möjligheter till utbildning och det kurdiska språket har undertryckts i tidnings- och bokutgivning och annan kulturell aktivitet.
1957 bildades det syriska Kurdiska demokratiska partiet KDPS av en grupp kurdiska intellektuella. Partiet syftade till att säkra kurdernas språkliga och kulturella rättigheter och arbeta för ekonomisk utveckling och demokratisering av Syrens politiska liv. 1960 fängslades tjugo av KDPS:s ledare och dömdes till upp till ett års fängelse för separatism. Samma år dödades 250 kurdiska skolpojkar i vad som antas ha varit en anlagd brand.
År 1961 stadfästes landets officiella namn till Syriska arabiska republiken, alternativt Syriska arabrepubliken (arabiska: الجمهورية العربية السورية). I november 1962 genomfördes en folkräkning begränsad till provinsen Jazira (nuvarande al-Hasaka) dit många kurder flytt från Turkiet under mellankrigstiden. Uppskattningsvis 120 000 kurder kategoriserades som "olagligt infiltrerade utlänningar" och massmedia förde en kampanj mot "det kurdiska hotet" och för "arabism i Jazira". Tiden för detta sammanföll med KDP:s uppror i Irak och med upptäckten av stora oljefyndigheter i provinsen.

### Kurderna i Iran
Vid andra världskrigets utbrott förhöll sig Iran neutralt, men i augusti 1941 invaderades västra Iran av Sovjetunionen från norr och av brittiska trupper från söder, med syfte att skapa en transportväg för soldater och krigsmaterial. Detta slog sönder den iranska kontrollen över kurderna, som samtidigt fick tillgång till en mängd vapen. De kurdiska delarna av Iran delades upp i tre zoner där två styrdes av respektive ockupationsmakt medan den mittersta med iranskt godkännande styrdes av den kurdiske stamledaren Hama Rashid. Efter strider mellan Hama Rashid och den rivaliserande Iran-stödde kurdiske ledaren Mahmud Agha lyckades Iran fördriva båda till Irak och hade hösten 1945 återtagit kontrollen över den södra delen av det kurdiska området.

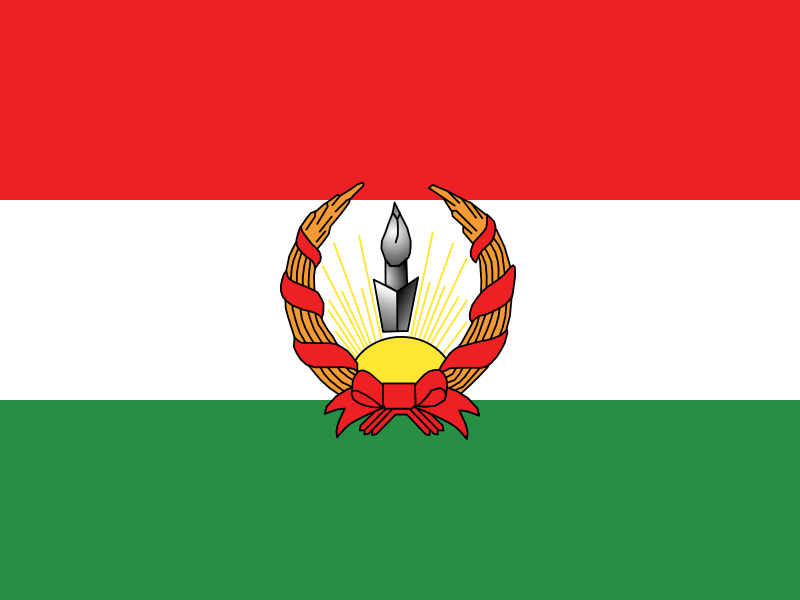
Mahabadrepublikens flagga.

Efter Teherankonferensen kort efter andra världskriget upprättades med sovjetiskt stöd en kurdisk republik i den norra delen av det kurdiska området, med Mahabad som huvudstad. Till ytan var republiken 37 437 km² och omfattade ungefär samma område som varit under kurdiskt styre under Simko Shirak 1919–1922. Mahabadrepubliken utropades den 1 januari 1946 och leddes av Kurdistans demokratiska parti (KDPI) med Qazi Muhammad som president och med den irakisk-kurdiske Mustafa Barzani som försvarsminister. Den räknas som den andra halvt självständiga kurdiska staten på 1900-talet, efter Araratrepubliken; den nådde dock inget erkännande av det internationella samfundet. Mahabadrepubliken existerade bara i ett knappt år, då nationella styrkor snabbt trädde in och återupprättade iransk kontroll efter att det sovjetiska stödet upphört. Utlovade vapenleveranser från Sovjetunionen uteblev efter påtryckningar från Förenta staterna och andra västmakter. 
Då Mahabadrepubliken föll i december 1946 flydde Mustafa Barzani och alla hans medhjälpare till Sovjetunionen. Qazi Mohammed och flera andra ledare tillfångatogs och avrättades för landsförräderi den 30 mars 1947. När de iranska soldaterna intagit republiken brände de all politisk kurdisk litteratur de hittade, stängde kurdiska tidningar och förbjöd undervisning på kurdiska.
Mellan Mahabadreprublikens fall 1946 och den islamiska revolutionen 1979 var många kulturella aktiviteter på kurdiska förbjudna och det fanns ingen undervisning på eller om det kurdiska språket. Många medlemmar av Kurdistans demokratiska parti (KDPI) sökte sig utomlands, bland dem den nye ledaren Abdul Rahman Ghassemlou.
I samband med den islamiska revolutionen 1979 spelade KDPI inledningsvis en viktig roll, erövrade polisstationer och militära anläggningar och tog över kontrollen över kommuner i det kurdisk-dominerade området. Den nya iranska statsledningen under ayatollah Khomeini accepterade inte etniska minoriteters rätt till självbestämmande och i mitten av 1979 angreps de kurdiska områdena av det statliga islamiska revolutionsgardet. Motståndet från KDPI och den marxistiska gruppen Komalah slogs ned. En mängd kurdiska byar och städer förstördes och uppskattningsvis 10 000 kurder dödades. Tusentals kurder dömdes till döden efter summariska rättegångar.
Under kriget mellan Iran och Irak (1980–1988) förstärkte den islamiska staten sin kontroll över de kurdiska områdena och efter en stor regeringsoffensiv 1984 tvingades KDPI:s trupper över gränsen till Irak. Under kriget uppmuntrade båda ländernas regimer kurdiska separatiströrelser i motståndarlandet, vilket ledde till politisk splittring mellan olika kurdiska grupper.
1989 mördades Abdul Rahman Ghassemlou i Wien tillsammans med två andra kända kurder.

### Kurdiska diasporan
Efter andra världskriget har en mängd kurder utvandrat till Västeuropa, både som arbetskraftsinvandrare och som politiska flyktingar. Majoriteten av dem har sitt ursprung i Turkiet. De som flyttade till Tyskland kom huvudsakligen som arbetskraft och blev en av de största invandrargrupperna i landet. Sverige tog emot många politiska flyktingar och blev ett centrum för utvecklingen av kurdisk kultur – kurdiska kulturinstitut skapades också i bland annat Bryssel (1978) och Paris (1983).

## Tiden från 1991

### Kurderna i Turkiet
Inbördeskriget mellan PKK, Kurdistans arbetarparti  och den turkiska staten var mycket intensivt fram till 1999 men är fortfarande (2023) inte över. PKK:s ledare Abdullah Öcalan tillfångatogs 1999 av turkisk militär i Nairobi och sitter (2023) sedan dess fängslad på fängelseön Imrali i Marmarasjön. Kriget förs till viss del i Irak, där PKK har baser i Qandilbergen.
Kurdiska partier som försöker arbeta parlamentariskt i motarbetas systematiskt, och myndigheter och domstolar har regelmässigt satt stämpeln terrorism även på fredliga demonstrationer och på journalistisk eller konstnärlig verksamhet som uttrycker stöd  för kurders rättigheter.. I augusti 2012 satt fler än 50 kurdiska författare fängslade med hänvisning till antiterrorlagar.
HEP, Folkets arbetarparti, bildades 1990 av tio kurdiska parlamentsledamöter som lämnade det socialdemokratiska partiet, som var Turkiets största oppositionsparti. I juni 1991 torterades och dödades partiets ordförande Vahdet Aydin. Mordet skylldes på säkerhetsstyrkorna men regeringen förnekade all inblandning. I valet till Turkiets nationalförsamling 1991 tilläts inte HEP ställa upp på grund av sin pro-kurdiska profil men vann 22 platser i samarbete med socialdemokraterna. 1993 uteslöts HEP från parlamentet på grund av sitt försvar av det kurdiska folket rättigheter. Partiet återskapades flera gånger under andra namn men förbjöds åter, medlemmar mördades eller arresterades och parlamentsledamöter förlorade sina platser.  1994 talade parlamentsledamoten Leyla Zana på kurdiska i parlamentet och förespråkade kurdiskt självstyre. För detta dömdes hon till tio års fängelse.
HDP (Folkets demokratiska parti) bildades 2012. Partiet omfattar inte bara kurder men betecknas som "pro-kurdiskt". 2021 var HDP det tredje största i Turkiet men hindrades i sitt arbete genom att tusentals medlemmar har ställts inför rätta i vad som av utomstående bedömare har betecknats som "häxjakt".
1991 började Turkiet att upphäva förbudet mot minoritetsspråk och det blev tillåtet att ge ut böcker och tidskrifter på kurdiska. TV-sändningar på minoritetsspråk var dock i praktiken inte tillåtna förrän 2004. Kurdiska personnamn får visserligen idag väljas, men det förutsätter att familjerna använder det turkiska alfabetet vilket i praktiken omöjliggör för kurder att ge sina barn kurdiska namn, som ofta innehåller de förbjudna bokstäverna Q, X och W som saknas i det turkiska alfabetet.

### Kurderna i Irak
Efter Kuwaitkriget 1990–1991 lyckades Irakiska Kurdistan att etablera den autonomi som överenskommits redan 1970. År 1992 valde kurderna ett eget parlament med säte i Erbil. Valresultatet blev helt jämnt mellan KDP, lett av Massoud Barzani, och PUK, lett av Jalal Talabani. Kurdistans regionala regering – Hikûmetî Herêmî Kurdistan, HHK – upprättades med representanter för båda partierna.
1994 utbröt en väpnad konflikt mellan KDP och PUK. Inbördeskriget, som på kurdiska kallas Şerê birakujî (brodersmordkriget), pågick fram till 1997 och dödade upp till 5 000 kurder. PUK sökte och fick stöd från Iran. KDP vände sig till Saddam Husseins irakiska regim, som gick in i området med marktrupper. Den turk-kurdiska motståndsrörelsen PKK hade baser i Irak och var allierad med PUK, och Turkiet ingrep i kriget genom markinvasion och flygbombningar mot PKK. USA genomförde missilattacker i södra Irak. 
Kriget avslutades i september 1998 genom att Barzani och Talabani undertecknade det USA-medlade Washingtonavtalet, ett formellt fredsavtal. I avtalet kom parterna överens om att dela intäkter och makten samt att neka den turk-kurdiska rörelsen PKK att använda irakiska Kurdistan som basområde och inte tillåta irakiska trupper in i de kurdiska regionerna.
Sedan USA och dess allierade invaderade Irak och Saddam Hussein störtades år 2003 har det irakiska kurddominerade området fått ökad självbestämmanderätt. De har bland annat genomfört demokratiska val. Turkiet visade snabbt sitt tydliga missnöje över den nya situationen, och turkiska styrkor blev snabbt mobiliserade i östra Turkiet och vid turkisk-irakiska gränsen för att kurderna inte skulle våga kräva självständighet från Irak. Den senare mobiliseringen vid gränsen utökades sedan i samband med att 5 000 turkiska soldater tvingades lämna Iraks territorium efter Husseins fall. Officiellt överträds gränsen på grund av att man motarbetar den terroriststämplade organisationen PKK, vilken är stationerad i irakiska Kurdistan.[källa behövs]
2005 hölls allmänna val i Irakiska Kurdistan. Valet vanns av Kurdistans demokratiska patriotiska allians som fick 90 procent av rösterna. Alliansen bestod av Kurdistans demokratiska parti (KDP) samt Kurdistans patriotiska union (PUK) som hade enats om att gemensamt driva Kurdistans intressen. I alliansen ingick även ett antal mindre partier. Efter valsegern kom de båda stora partierna överens om en uppdelning av nyckelpositionerna i Kurdistans regionala regering. Parlamentet utsåg Massoud Barzani till regionens första president. Barzani träffade år 2005 George W. Bush i Vita Huset och knappt en vecka senare mottogs han av den brittiske premiärministern Tony Blair. Det var första gången som en representant för Kurdistan officiellt bjudits till USA och Storbritannien.[källa behövs]
De olika kristna grupperingarna i Irak som fortfarande är under Bagdadregeringens kontroll har krävt att det bildas en administrativ provins för dem, och att denna provins ska höra till norra irakiska regionen Kurdistan och under skydd av Kurdistans regionala regering. Sunniaraber från övriga delar av Irak påstås även de fly till den kurdiska regionen i norra Irak för att få skydd från de konflikter som finns i södra och mellersta Irak. 2009 påstods runt 50 000 sunniaraber ha flytt till de kurdiskt kontrollerade städerna i norra Irak. Även Ezidîkurderna, som författaren och diplomaten Ingmar Karlsson har skrivit om i sin bok "Korset och halvmånen", har krävt att få tillhöra den kurdiska autonoma regionen, efter det stora terroristdåd som drabbade dem 2007.

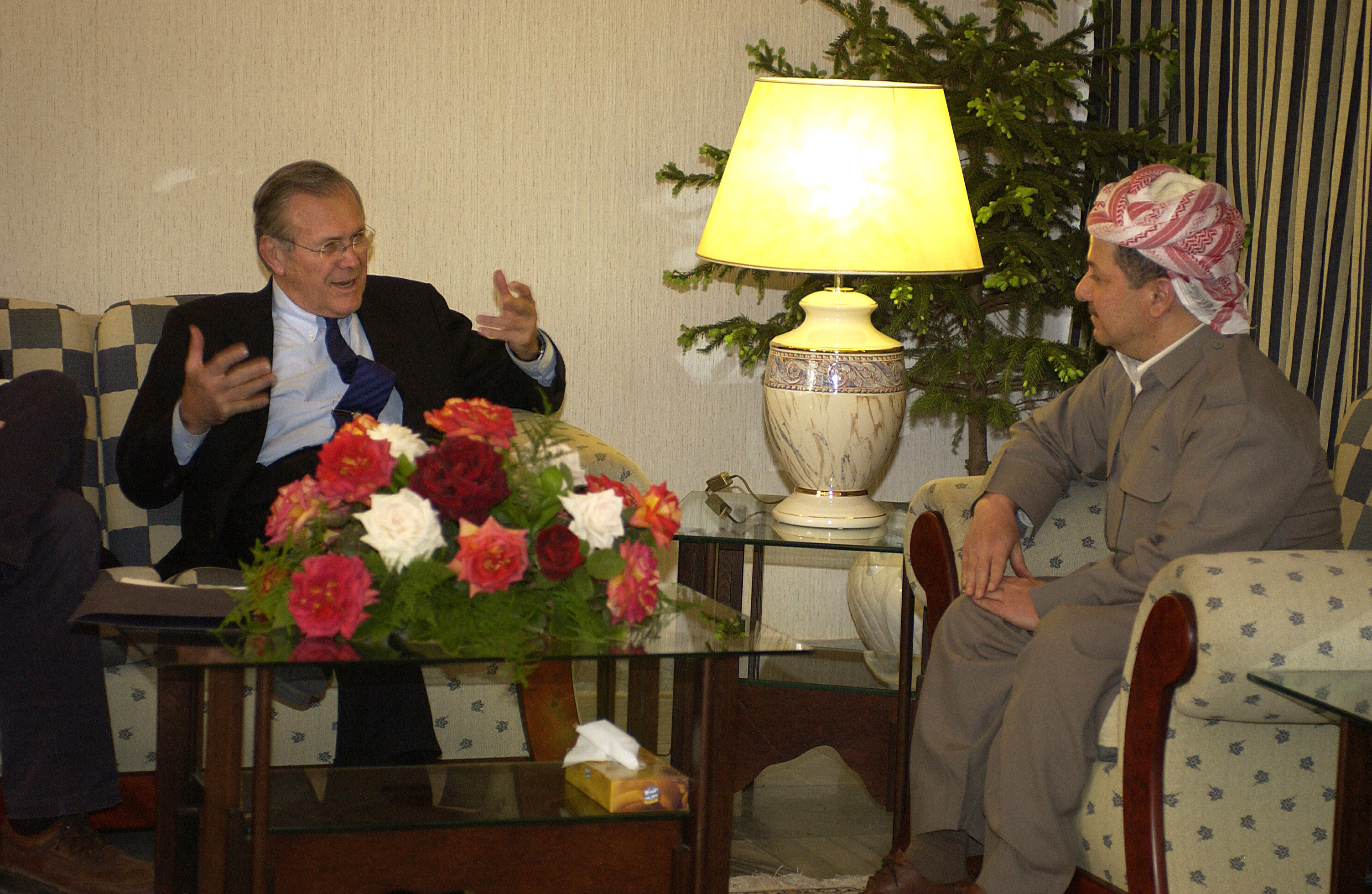
Donald Rumsfeld möter Massoud Barzani i KRG:s parlament, 12 april 2005.

2009 hölls allmänna regionalval av både parlament och president. Massoud Barzani återvaldes till president och alliansen mellan PUK och KPD behöll majoriteten i parlamentet. Vid valet 2013 ställde de tidigare allianspartierna upp som separata partier och det fanns också ett tredje stort parti, Gorran. KDP blev största parti men fick inte egen majoritet.
Sommaren 2014 erövrade jihadiströrelsen Islamiska staten (IS) stora delar av Irak och begick svåra övergrepp mot civilbefolkningen. I staden Sinjar i nordvästra Irak tillfångatog IS tusentals människor från den kurdisktalande folkgruppen yazidier. Pojkarna och männen dödades medan flickorna och kvinnorna såldes till sexuellt slaveri. Några år senare klassades övergreppen som folkmord av en utredningskommission inom FN. Området återerövrades senare av en allians av kurdiska styrkor från PUK och PKK med stöd från USA:s flygvapen.

#### Turkiets krig mot PKK
Kurdistans arbetarparti i Turkiet (PKK) har sedan 1984 varit part i ett mer eller mindre intensivt inbördeskrig mot turkiska staten. I början av 1990-talet etablerade PKK baser i det svårtillgängliga bergsområdet Qandilbergen inne i den kurdiskdominerade delen av Irak. För att eliminera PKK har Turkiet upprepade gånger utsatt området för både markangrepp och flygbombningar som kränkt Iraks territorium och även har drabbat civilbefolkningen.
Förhållandet mellan de irikisk-kurdiska partierna och PKK har präglats av instabilitet och pragmatism. PKK:s ursprungliga etablering i Qandilbergen gjordes efter en överenskommelse med KDP. Efter Turkiets angrepp i området har de irakisk-kurdiska ledarna försökt förmå PKK att lämna Irakiska Kurdistan, och under 1990-talet väpnade konflikt mellan KDP och PUK förekom också strider mellan PKK och både KDP och PUK. Periodvis har ledare från båda partierna på olika sätt medverkat i försök att hitta en förhandlingslösning mellan Turkiet och PKK. 2019 genomförde Turkiet nya stora angrepp mot PKK-baser i Irakiska Kurdistan. KDP anklagade PKK för att destablisera regionen och krävde att PKK skulle lämna området; det förekom strider mellan KDP och PKK. PUK har oftast haft ett bättre förhållande till PKK.

### Kurderna i Syrien
Baath-regimen under Hafez al-Assad och från 2000 hans son Bashar al-Assad fortsatte att föra en mycket repressiv politik mot Syriens kurdiska befolkning. År 2010 uppskattade Human Rights Watch att cirka 300 000 syrisk-födda kurder var statslösa som en följd av de medborgarskapsinskränkningar som gjorts 1962. Kurdiska ledare fängslades godtyckligt och det var inte tillåtet att lära ut kurdiska i skolorna. Samtidigt har den syriska regimen periodvis samarbetat med kurdiska rörelser i Irak och Turkiet för att försvaga regeringarna i dessa länder.
2003 bildades Kurdiska Demokratiska unionspartiet PYD, med nära band till PKK i Turkiet. 2010 blev Saleh Muslim Mohammed ledare för PYD.
2004 och 2005 genomförde syriska kurder omfattade protester mot baath-regimens diskriminering. Upprorsförsöken slogs ned, många dödades och tusentals fängslades.
I och med syriska inbördeskriget som började 2011 avvek syriska regeringsstyrkor från tre kurdisk-dominerade områden 2012: Afrin i nordväst, Kobane i norr och Qamishli i nordöst. Detta lämnade fältet öppet för lokala miliser. Under samma period organiserades Folkets försvarsenheter (YPG) av Kurdiska högsta kommittén för att kontrollera kurdiska områden i norra Syrien, och i juli 2012 hade YPG tagit kontroll över städerna Kobanê, Amuda och Afrin. Sedan november 2013 existerar området som en de facto autonom region som först kallades Rojava men 2016 bytte namn till AANES för att markera att även minoritetsgrupper ska få representation i den autonoma regeringen.
Under senare delen av 2014 belägrades Kobanê av Islamiska staten, vilket ledde till att stora delar av staden förstördes och att omkring 200 000 människor flydde till Suruç på andra sidan gränsen mot Turkiet. I januari 2015 lyckades YPG med amerikanskt flygunderstöd besegra IS i Kobanê.

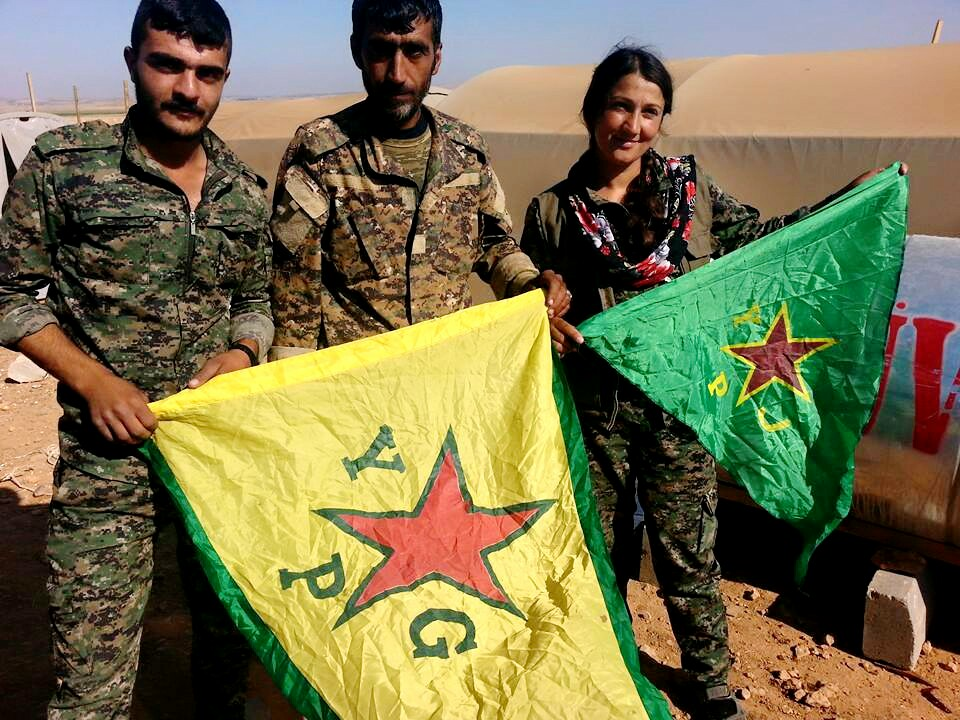
YPG-kämpar i Syrien 2015

Under våren 2015 avancerade YPG i områden kontrollerade av IS, och i juni 2015 länkades kantonerna Kobanê och Jazira (motsvarande Syriens al-Hasaka-provins) samman efter att kurdiska styrkor tagit kontroll över den strategiskt viktiga staden Tell Abyad. Under 2016 närmade man sig också ett sammanlänkande av Afrin-kantonen med de övriga två, men utvecklingen stoppades då Turkiet ingrep i inbördeskriget. Under slutet av 2016 började YPG i stället avancera söderut, och intog i oktober 2017 Islamiska statens huvudstad ar-Raqqa. USA och Nato såg YPG som den mest effektiva kraften för att bekämpa IS och var deras allierade i denna kamp. I mars 2019 var IS och kalifatet besegrade. Ungefär 11 000 YPG-soldater hade dödats i kriget.
2018 och 2019 genomförde Turkiet ett flertal attacker mot kurderna i Syrien i hopp om att stoppa deras autonomi. 2019 tog Turkiet kontroll över ett stort landområde med flera städer längs gränsen och bombade civila bostadsområden. Över 300 000 kurder och araber tvingades fly från sina hem.. Turkiet anklagas för etnisk rensning mot kurder och andra minoritetsgrupper i regionen.

### Kurderna i Iran
1991 avbröt KDPI sitt väpnade motstånd mot den iranska regimen och tillkännagav att man ville arbeta för "kurdiska nationella rättigheter inom en demokratisk federal iransk republik". 1992 mördades Sadeq Sharefkandi, PDKI:s nya ledare efter Abdul Rahman Ghassemlou, av iranska agenter vid det så kallade Mykonosattentatet i Berlin. 2005 erhöll KDPI konsultativ status inom FN. 2006 splittrades partiet. Den största delen, ledd av Mustafa Hijri, behöll namnet KDPI. 2004 bildades Partiya Jiyana Azadîya Kurdistanê (Partiet för fritt liv i Kurdistan, PJAK) med band till PKK som organiserar kurder i Turkiet. 2008 var PJAK troligen den enda beväpnade kurdiska motståndsgruppen i Iran och hade enligt egen uppgift 3 000 beväpnade kämpar i bergen, varav nästan hälften kvinnor. Iran har klassat PJAK som en terrororganisation. Strider mellan revolutionsgardet och PJAK-kopplade styrkor förekom sporadiskt under 2006–2007. 2006 bildades organisationen Kurdish United Front (KUF) med mål att kräva kurdernas rättigheter på ett fredligt sätt.
Diskrimineringen och förtrycket av kurder och andra nationella minoriteter blev hårdare efter att Mahmoud Ahmadinejad valts till president 2005.
2008 fanns ungefär 12 miljoner kurder i Iran, motsvarande 15–17 procent av befolkningen. De flesta var sunnimuslimer, men det fanns en shiamuslimsk minoritet och även andra religioner. Amnesty International] rapporterade att kurderna i Iran sedan länge var utsatta för diskriminering. De kurdiska delarna av landet var ekonomiskt eftersatta. De officiella kraven på trohet mot statens shia-muslimska tolkning av islam uteslöt många kurder från vissa typer av statlig anställning. Kurdiskt språk och kultur accepterades inom vissa gränser men utbildning på kurdiska var begränsad och det fanns förbud mot vissa specifikt kurdiska namn och andra kulturyttringar. Människorättsaktivister, journalister och regimens politiska motståndare som i detta arbete gav uttryck för sin kurdiska identitet riskerade att godtyckligt fängslas, utsättas för övergrepp och även dödsstraff.
I september 2022 dödades den unga kurdiska kvinnan Jina Mahsa Amini av iransk moralpolis vilket ledde till stora protester i hela Iran mot slöjtvånget och annat förtryck, under slagordet Kvinna, Liv, Frihet. Protesterna möttes med starka statliga repressalier som dödade hundratals människor. Mer än hälften av dem som dödades tillhörde minoritetsgrupperna kurder och balucher.

### Kurdiska diasporan
Antalet kurder i olika länder kan bara anges med ungefärliga siffror, eftersom de flesta länders folkbokföring anger nationalitet och födelseland men inte etnicitet. År 2006 fanns uppskattningsvis 1,3 miljoner kurder i Västeuropa. De viktigaste länderna var Tyskland (700 000–800 000 kurder), Frankrike (120 000–150 000 kurder), Storbritannien och Sverige (i båda fallen 80 000–100 000 kurder). Cirka 85 % av kurderna i Västeruropa kom från Turkiet. I Storbritannien, Nederländerna och Sverige fanns även många irakiska kurder. Även i USA fanns en stor grupp kurder från Irak.